# 압두말리크 할로코프
압두말리크 안바르 오글리 할로코프(우즈베크어: Abdumalik Anvar oʻgʻli Xalokov, 러시아어: Абдумалик Анварович Халоков 아브두말리크 안바로비치 할로코프[*], 2000년 4월 29일~)는 우즈베키스탄의 권투 선수이다. 2024년 하계 올림픽에서 페더급 금메달을 획득했으며 세계 선수권 대회에서 금메달 1개와 은메달 1개를 획득했다.

## 경력
할로코프는 2000년 부하라에서 태어났다.
2017년에 우즈베키스탄 청소년 국가대표로 발탁되었다. 그 해 7월에 태국 방콕에서 열린 2017년 아시아 주니어 선수권 대회 플라이급에 참가하여 첫 국제 대회에 출전했고 이 대회에서 일본의 나카가키 류타로의 뒤를 이어 은메달을 획득했다. 
이듬해인 2018년 4월에 방콕에서 열린 2018년 아시아 주니어 선수권 대회 밴텀급에 출전했고 필리핀의 크리스티안 라우렌테를 꺾고 금메달을 획득했다. 같은 해 8월에는 헝가리 부다페스트에서 열린 세계 주니어 선수권 대회 밴텀급에 참가하여 러시아의 프세볼로트 슘코프를 꺾고 우승했고 10월에는 아르헨티나 부에노스아이레스에서 열린 2018년 하계 청소년 올림픽에 참가했다. 할로코프는 이 대회에서 우크라이나의 막심 할리니체우를 꺾고 청소년 올림픽 금메달을 획득했다.
2021년 5월 할로코프는 아랍에미리트 두바이에서 열린 2021년 아시아 선수권 대회에 참가하여 동멤달을 획득했다. 같은 해 11월 세르비아 베오그라드에서 열린 2021년 세계 선수권 대회에 라이트급 부문에 출전하여 프랑스의 소피안 우미아의 뒤를 이어 은메달을 차지했다.
할로코프는 2023년 5월 우즈베키스탄 타슈켄트에서 열린 2023년 세계 선수권 대회에서 페더급에 출전했고 결승에서 쿠바의 사이델 오르타를 5-0으로 꺾으며 우승을 차지했다. 이듬해인 2024년에는 프랑스 파리에서 열린 2024년 하계 올림픽에 참가하여 키르기스스탄 국가대표 선수인 무나르베크 세이트베크 울루를 결승에서 꺾고 페더급 금메달을 획득했다.